# Armoiries de la Belgique
Les armoiries de la Belgique (en néerlandais : wapen van België; en allemand : Wappen Belgiens) se composent d'un lion d'or, armé et lampassé de gueules, sur champ de sable. Elles sont issues des armes des ducs de Brabant. Elles sont déclinées en plusieurs niveaux :
- les grandes armoiries du royaume ;
- les petites armoiries du royaume ;
- les armes d'État.

À ces armoiries s'ajoutent les armes des régions et communautés.
Ces différents emblèmes ne doivent pas être confondus avec les logos utilisés par les différentes administrations dans leur communication, qui peuvent différer fortement des armoiries officielles.

## Les armoiries du royaume

### Les grandes armoiries du royaume
Dès 1830, la constitution du royaume fixe que les armoiries en seront le « lion belgique », sans plus de précision. Il faut attendre un arrêté royal de Léopold Ier sur les sceaux de l'État, en 1837, pour que celles-ci soient formellement fixées.
Les armes du royaume sont définies comme un lion d'or, armé et lampassé de gueules, sur champ de sable. Elles sont soutenues par deux lions léopardés au naturel, tenant une lance terminée par le drapeau national. L'écu, entouré par le grand collier de l'Ordre de Léopold Ier et timbré d'un heaume d'or couronné, est posé sur une main de justice et un sceptre au lion croisés. Le tout est accompagné de la devise nationale et placé sur un manteau de gueules doublé d'hermine et timbré d'une couronne royale.

Version (non officielle) avec les bannières armoriées des dix provinces.

Au-dessus du manteau, se trouvent un panonceau (gonfanon) aux couleurs du royaume et chargé d'un écu aux armes de la province de Brabant (aujourd'hui disparue au profit du Brabant flamand et du Brabant wallon). De part et d'autre, se trouvent huit bannières aux armes (sans leurs ornements extérieurs) des huit autres provinces originelles, à savoir : du centre au flanc dextre, Liège, Flandre-Orientale, Flandre-Occidentale et Anvers, et du centre au flanc senestre : Hainaut, Limbourg, Luxembourg et Namur. Bien que la chose ne soit mentionnée dans aucun texte réglementaire, on trouve parfois deux bannières supplémentaires aux armes des deux nouvelles provinces (Brabant flamand et Brabant wallon) issues, en 1995, du démembrement de celle de Brabant.

### Les petites armoiries du royaume
Pour alléger la composition précédente, il arrive que les bannières et le gonfanon soient supprimés pour former de petites armoiries royales. Cette composition simplifiée, quoique régulièrement utilisée, notamment sur les timbres et les pièces de monnaie, n'est prévue par aucun texte réglementaire.

### Armoiries de la maison royale

Armoiries de la maison royale selon l'arrêté royal de 2019.

Les armoiries de la maison royale de Belgique ont été modifiées par arrêté royal du 12 juillet 2019 (parution au Moniteur belge 19 juillet 2019) pour refléter les « évolutions historiques et juridiques traversées depuis l'entrée en vigueur de l'arrêté royal du 17 juin 1910 ». La devise nationale apparaît désormais dans les trois langues : d'abord en néerlandais à gauche, puis en français au centre et en allemand à droite. Le « lion belgique » est chargé sur l'épaule d'un écusson aux armes de la Saxe. Enfin, il est prévu diverses brisures pour le Roi ou la Reine ayant abdiqué, les princes et princesses de la maison royale selon leur rang, etc.,

## Les armes d'État
Les armes d'État sont une version simplifiées des armes royales utilisées par le gouvernement fédéral. Elles ne comprennent que l'écu, le collier, les sceptres et la devise : L'union fait la force. Au lieu du heaume couronné, l'écu est directement timbré d'une couronne royale.
Elles sont visibles notamment sur les sites internet du Conseil d’État, du SPF Finances et du SPF Affaires étrangères. Elles étaient aussi visibles, sous une forme à peine modifiée, sur les véhicules de la Société nationale des chemins de fer vicinaux, à l'époque où celle-ci existait.

## Les emblèmes des communautés et des régions

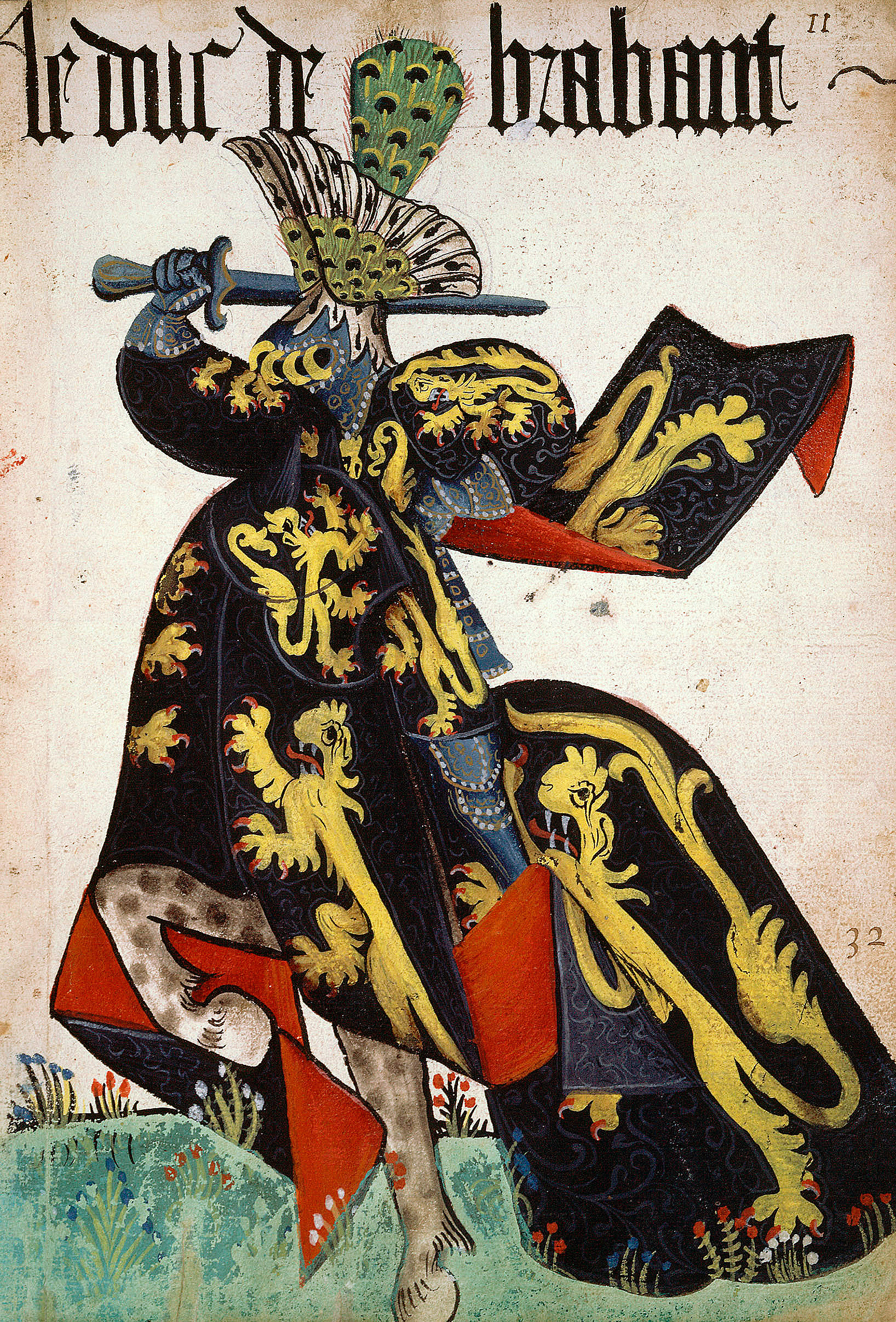
Le Duc de Brabant participant à un tournoi de la Toison d'Or.

### La Communauté flamande

Armoiries de la Communauté flamande.

La communauté flamande de Belgique reçoit officiellement ses armoiries le 13 avril 1988.
Les armoiries montrent le lion des Flandres tel qu'il était représenté dans les armes des comtes de Flandre depuis le XIIe siècle.
La Région flamande étant gérée par la Communauté flamande, elle ne possède pas à proprement parler d'armoiries.

### La Wallonie et la Communauté française

Armoiries de la Communauté française et de la Région wallonne.

La Région wallonne et la communauté française de Belgique partagent le même emblème : le coq hardi (c'est-à-dire patte droite levée et bec clos) rouge sur fond jaune. Ces couleurs prennent leur origine de la principauté de Liège,.
L'emblème fut d'abord adopté par la Communauté française le 20 juillet 1975 et ensuite par la Région wallonne le 23 juillet 1998.

### La Communauté germanophone

Armoiries de la Communauté germanophone.

La communauté germanophone de Belgique rend officiel son nouvel emblème le 1er octobre 1990.
Le lion est le lion des premiers comtes de Limbourg, comme cette région appartenait jadis au Limbourg (par après à d'autres États et maintenant à la province de Liège).
Les neuf fleurs symbolisent les neuf communes germanophones.

### Les institutions bruxelloises

#### La région de Bruxelles-Capitale

Armoiries de la Région de Bruxelles-Capitale.

Depuis 1991, l'iris est l’emblème de la Région de Bruxelles-Capitale,.
La présence de l'iris est millénaire à Bruxelles, et le symbole fut fort répandu dans les sigles officiels.
Il ne faut pas le confondre avec les armes de la ville de Bruxelles représentant saint Michel terrassant de son épée le diable.

#### La Commission communautaire française

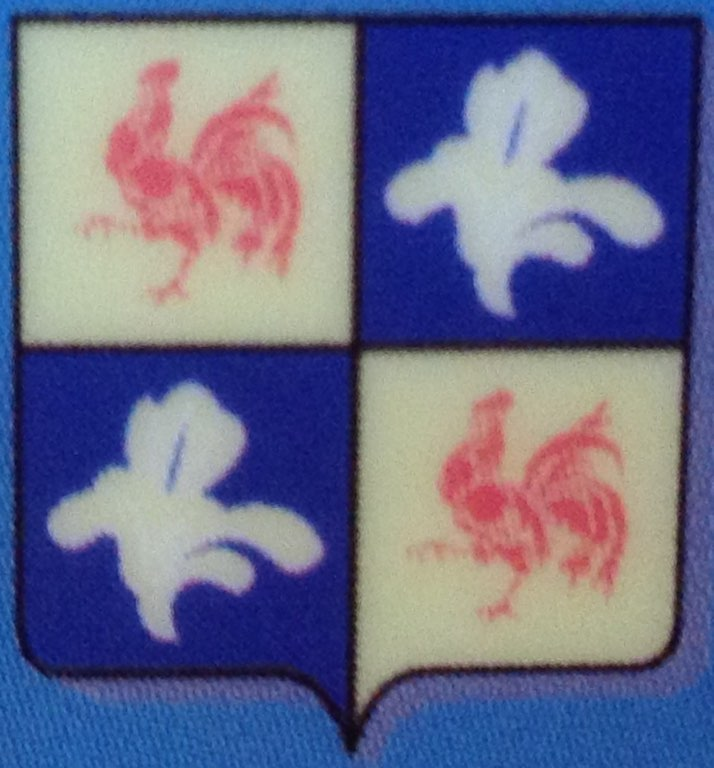
Armes de la COCOF.

Les armes de la Commission communautaire française sont écartelées de Wallonie et de Bruxelles.

## Emblèmes des provinces
Voir aux articles respectifs :
- Province de Flandre-Occidentale ;
- Province de Flandre-Orientale ;
- Province d'Anvers ;
- Province (belge) de Limbourg ;
- Ancienne province de Brabant :
  - Province du Brabant flamand ;
  - Province du Brabant wallon ;
- Province de Hainaut ;
- Province de Namur ;
- Province de Liège ;
- Province de Luxembourg.

Voir aussi : Armorial des provinces de Belgique.